# Ignabolivaria bilobata
Ignabolivaria bilobata är en kackerlacksart som beskrevs av Lucien Chopard 1929. Ignabolivaria bilobata ingår i släktet Ignabolivaria och familjen småkackerlackor. Inga underarter finns listade i Catalogue of Life.